# Triathlon ai XII Giochi panafricani - Staffetta mista
La staffetta mista dei XII Giochi panafricani si è svolta il 25 agosto 2019 a Rabat, in Marocco.
La competizione è stata vinta dalla nazionale tunisina, composta da Syrine Fattoum, Ons Lajili, Mohamed Aziz Sebai e Seifeddine Selmi, che ha preceduto la squadra algerina, formata da Nazim Omar Benyelles, Oussama Hellal, Imene Maldji e Kahina Mebarki (argento) e quella egiziana, composta da Basmla Elsalamoney, Rehab Hussein, Mohamed Khalil e Mohamed Shehata (bronzo).

## Podio
| Oro     | Tunisia | Syrine Fattoum Ons Lajili Mohamed Aziz Sebai Seifeddine Selmi   |
| Argento | Algeria | Nazim Omar Benyelles Oussama Hellal Imene Maldji Kahina Mebarki |
| Bronzo  | Egitto  | Basmla Elsalamoney Rehab Hussein Mohamed Khalil Mohamed Shehata |

## Risultati
| Class   | Nazione  | Atleti                                                             | Tempo   |
| ------- | -------- | ------------------------------------------------------------------ | ------- |
| Oro     | Tunisia  | Syrine Fattoum Ons Lajili Mohamed Aziz Sebai Seifeddine Selmi      | 1:16:30 |
| Argento | Algeria  | Nazim Omar Benyelles Oussama Hellal Imene Maldji Kahina Mebarki    | 1:17:49 |
| Bronzo  | Egitto   | Basmla Elsalamoney Rehab Hussein Mohamed Khalil Mohamed Shehata    | 1:17:57 |
| 4       | Marocco  | Karima Kanoun Badr Siwane Samia M'Safer Mehdi Essadiq              | 1:18:04 |
| 5       | Zimbabwe | Andie Kuipers Matthew Denslow Laurelle Brown Jordyn Jacobs         | 1:18:06 |
| 6       | Senegal  | Anta Ndiaye Hamadel Nestor Ndiaye Adji Mame Awa Sall Mamadou Diop  | 1:30:00 |
| 7       | Kenya    | Hanifa Mohamed Said Soud Hassan Soud Josette Njeri Abdalla Mansour | 1:31:07 |